# Salto de eje
El salto de eje es un error grave de sintaxis en el lenguaje cinematográfico, que se produce cuando no se respeta el eje de acción imaginario que se establece entre dos personajes que interactúan o en la línea de desplazamiento entre uno de ellos y un objeto presente en la escena.
Si, por ejemplo, al filmar o grabar una conversación entre dos personajes, se sitúa una cámara a un lado del eje imaginario que les une y otra cámara en el opuesto, en el montaje se verá que, en lugar de mirarse uno al otro, lo hacen ambos en la misma dirección con lo que el espectador, al ver los dos planos sucesivamente recibe la sensación de que se dan la espalda, no de que estén dialogando, lo cual no solo es absurdo sino que (y eso es lo más grave) altera sustancialmente la reproducción del espacio escénico, desorientando al espectador. Aun en el caso de que no se desoriente, percibirá una información errónea y narrativamente falsa.
Para evitar esto se aplica la ley de los 180°, que consiste en dividir el espacio en dos mediante el eje de acción o de miradas, situando las distintas posiciones de cámara, previamente ideadas en una planta de cámara, que integran la secuencia al mismo lado de dicho eje, de tal forma que cuando se montan los planos sucesivamente, el espacio queda perfectamente reconstruido y la acción es verosímil. 
Esta norma empírica, apareció en los albores del cine, cuando los montadores se dieron cuenta de que si dos personajes se perseguían, no podían ser filmados desde lados opuestos de la dirección de la persecución, ya que en ese caso no se producía ese efecto, sino el de que ambos iban a encontrarse.
Es este un tema que da lugar a mucha controversia, pues hay quien opina que el espectador moderno no se desorienta aunque se salte el eje y puede ser cierto, pero no lo es menos que desde que se inventó el cine, este error se ha utilizado narrativamente con intención, para producir la sensación de que un personaje está perdido o desorientado.

Gráfico del eje de acción y posiciones de cámara.

No se debe confundir "saltar el eje" con "cruzar el eje" que es algo totalmente admisible, pues se realiza de forma que el espectador es consciente de que el punto de vista está pasando al lado contrario. Esto puede hacerse mediante un movimiento de travelling o insertando entre los dos planos que "saltan" un plano filmado desde el mismo eje o un subjetivo del personaje (que está también sobre el eje pues es él mismo quien lo marca).

#### Libros
- Arijon, Daniel (1992).  Autor-editor, ed. Gramática del lenguaje audiovisual. ISBN 9788460085225.

- Castillo Pomeda, José María (2016). Televisión, Realización y Lenguaje audiovisual (3ª edición). Madrid: Instituto de Radiotelevisión,RTVE. ISBN 9788488788962.

- Millerson, Gerald (2008). Realización y Producción de televisión. Barcelona: Omega. ISBN 9788428214674.

- Sánchez-Biosca, Vicente (1996). El montaje cinematográfico: teoría y análisis. Barcelona: Paidos Ibérica. ISBN 9788449303197.

#### En línea
- Castillo, José María. «Salto de eje en "La diligencia"» (en español=). Madrid. Consultado el 28 de noviembre de 2017.
- Glosarios. «Eje de acción». Consultado el 28 de noviembre de 2017. (enlace roto disponible en Internet Archive; véase el historial, la primera versión y la última).
- Taller de escritores. «El eje de acción. Una técnica de película». Archivado desde el original el 1 de diciembre de 2017. Consultado el 28 de noviembre de 2017.
- Narcea, Kike. «"¡Tia no te saltes el eje!"» (Corto). Consultado el 28 de noviembre de 2017.
- HitFilmAcademy (31 de julio de 2013). «El salto de eje». Consultado el 28 de noviembre de 2017.

- Datos: Q45356338